# 北海道文化放送

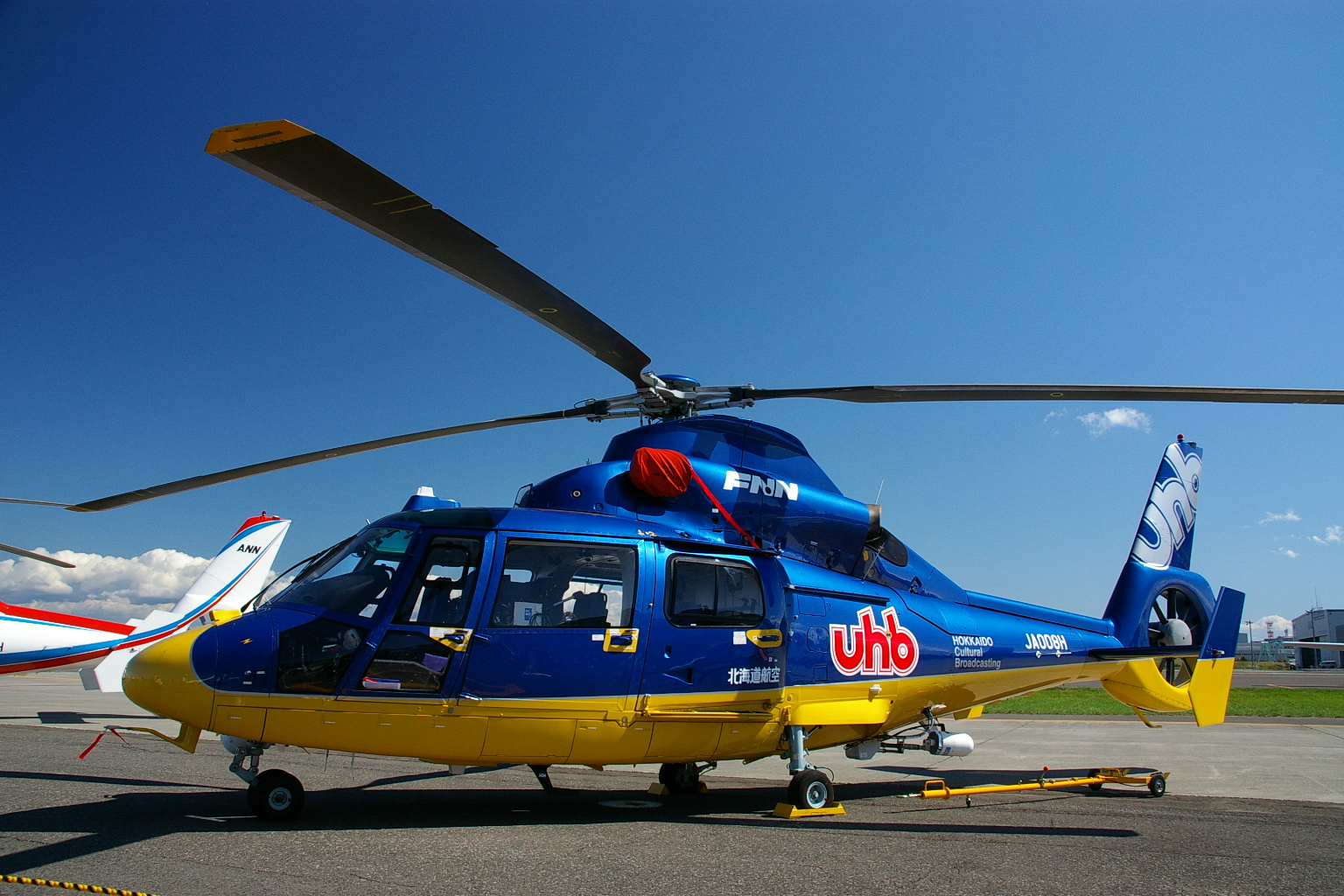
取材ヘリ（ユーロコプタードーファン）
北海道航空が運航

北海道文化放送株式会社（ほっかいどうぶんかほうそう、英: Hokkaido Cultural Broadcasting Co., Ltd.）は、北海道全域を放送対象地域としてテレビジョン放送事業を行っている特定地上基幹放送事業者。北海道新聞社（道新）のグループ企業であり、フジ・メディア・ホールディングス（FMH）の持分法適用関連会社である。
略称はUHB（UHF Hokkaido Cultural Broadcasting）。1983年（昭和58年）10月のCI制定で変更された小文字の「uhb」ロゴマークが一般の視聴者に定着しており、略称も小文字であると誤解されるが、小文字はロゴのみで使用する。uは「ユニーク」、hは「ヒューマン」「ホット」「ヒート」、bは「ボックス（局）」の頭文字とし、小文字表記は親しみやすさと世相や視聴者に鋭く反応する軽快さを表したものとされている。
コールサインはJOBM-DTV、リモコンキーIDはキー局のフジテレビと同じ「8」。
FNN/FNS系列に属し、同系列の基幹局でもある。

## 概要
北海道における民放は、まず、道新が北海道放送（HBC）を立ち上げ、次に地方紙・2番手の北海タイムスが北海道炭礦汽船社長の萩原吉太郎を担ぎ、札幌テレビ放送（STV）をつくった。
昭和40年代に入ると、北海道にもUHFの時代がやってきて、UHF局の第1局として、地元選出の代議士で地崎組社長である地崎宇三郎が調整役を務め、全国紙の朝日新聞社と読売新聞社も参画の上、岩澤グループ総帥で地崎の後援会長を務める岩澤靖が社長となり、 1968年（昭和43年）11月、北海道テレビ放送（HTB）が開局した。さらに翌1969年（昭和44年）10月、郵政省は北海道に4局目の電波割り当てを公にした。
これに地元マスコミや財界は色めき立ったが、最も熱心だったのは道新だった。というのも、HBCは道新を核として設立されたものの、TBSの今道潤三社長が唱える「新聞からの独立」という方針を受けて生みの親である道新とは距離感が生じつつあった。そうした背景があって道新としては、メディアミックスによる報道体制の確立という点で、気心の通じる新局が欲しかった。一方、全国ネットの実現に力を入れていたフジテレビはSTVから番組を放映していたものの、あくまでもクロスネットで、フジの番組の30%強しか道民には届いておらず、あわせて報道取材拠点の確保という意味でも北海道に完全系列局が欲しかった。さらに札幌オリンピックが1972年（昭和47年）2月に開催されるということもあり、北海道における新局フィーバーはいやが上にも高まっていた。
出願競争は激しく1970年（昭和45年）時点で岩本常次北海道電力社長を代表とする「北海道文化放送」のほか上関敏夫らによる「テレビ道新」・伊藤義郎らによる「テレビ北海道」・広瀬経一と島本融と圓城寺次郎らによる「北海道経済テレビ」・玉置信一らによる「道民テレビジョン放送」・阿部文男らによる「白樺テレビジョン」・岩澤誠らによる「全道テレビ」・伊藤俊夫らによる「北海道開発放送」・蔦井與三吉らによる「北海道総合テレビ」・岡田包義らによる「テレビ大雪」・松坂有祐らによる「内外放送」、沢田誠一らによる「拓友テレビ」、渡辺省一らによる「テレビはまなす」等約60件の申請があり、郵政省から一本化調整を託された町村金五知事は地崎に協力を求め、その結果、発起人代表に岩本が就き、本社の敷地は道新が所有している交通の便がいい札幌市中央区の一角に決まり、北海道文化放送は創立された。初代社長には道新専務の大内格之助に決まった。以来UHBの歴代社長の座は道新専務級の人材が座ることになっている。
UHBは初めの10年間、フジテレビの番組が不調に喘いでいたこともあって、必ずしも順風満帆とはいかなかった。1980年（昭和55年）、フジテレビはいわゆる「80年代大改革」を断行し、それが実って80年代は黄金時代を迎えるが、その象徴がUHBが制作協力し、開局10周年記念番組として制作されたドラマ『北の国から』だった。
中村敏夫プロデューサー・杉田成道ディレクターらによるこのドラマは、1981年（昭和56年）から24回の放送で、北海道のみならず全国的に圧倒的な人気をかちとり、その後、スペシャル版が放送され、回を追うごとに視聴率が上がっていった。UHBの社史には「このドラマがUHBのイメージアップに果たした役割は計り知れないほど大きく、躍進の起爆剤となった」と記載されている。
地上デジタル放送に関しては、道内の民放で初めて総務省から支援措置の認定を受け、2003年（平成15年）4月10日に認定書が交付された。
2014年（平成26年）夏、在札局では最後発でアニメ製作に参入して、初の自社製作アニメ『フランチェスカ』を放送した。以降、ミニアニメやUHFアニメに製作参加するなど散発的に放送している。道新のテレビ番組表ではNHK総合・教育の次にUHBの番組欄が掲載され、道新の編集委員もキャスターやコメンテーターとして番組に出演することがある。
天気予報フォーマットは、ウェザーニューズのものを使用している。

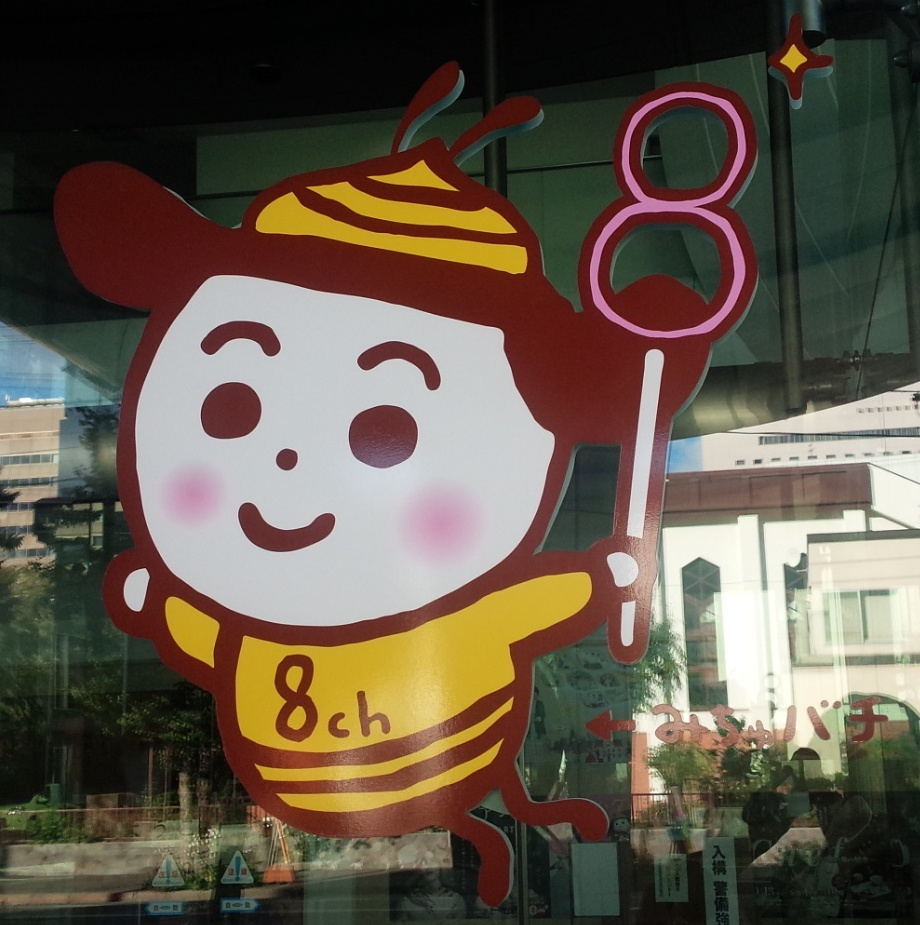
みちゅバチ

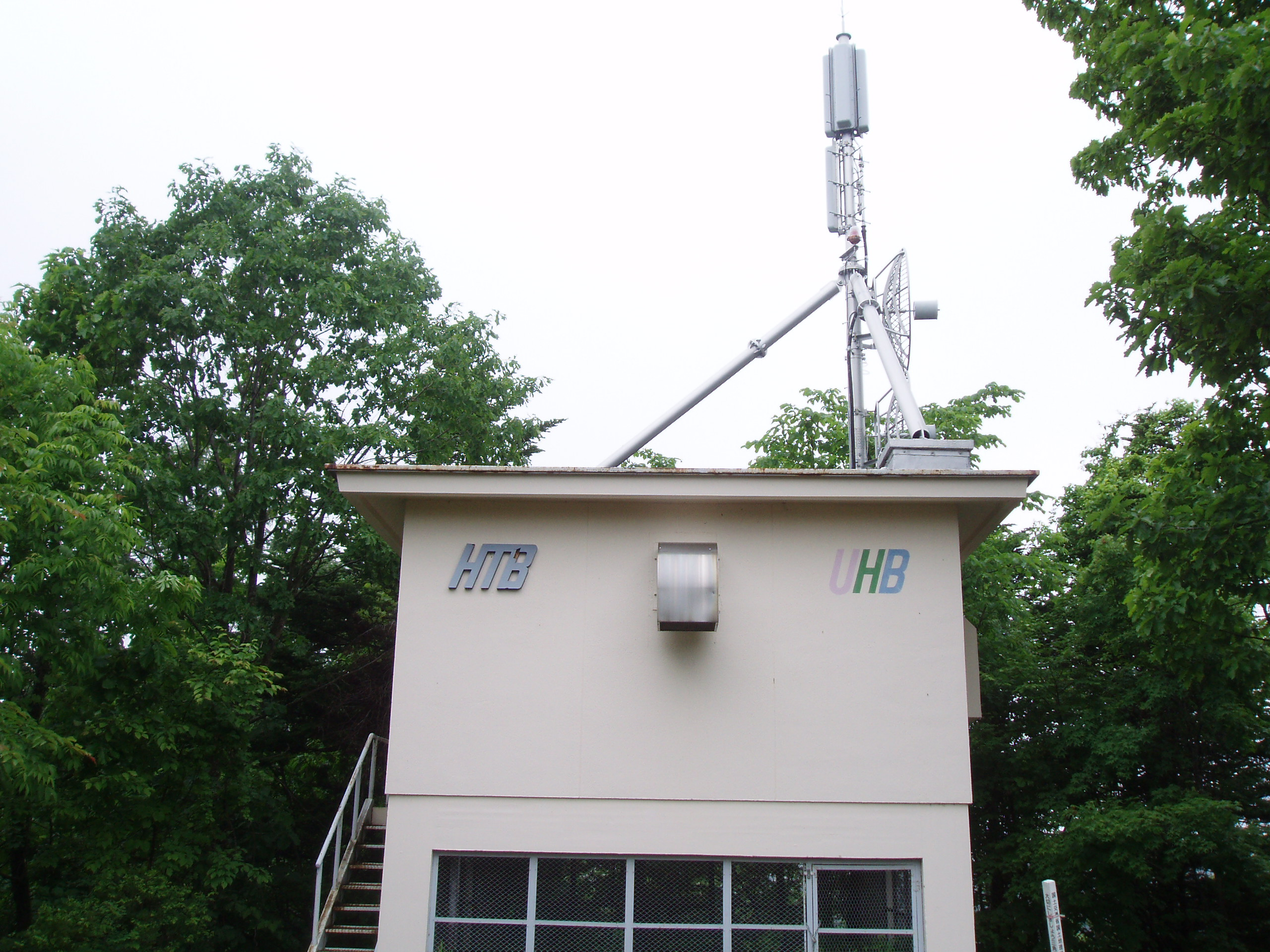
UHBの旧ロゴ（右）

現在のマスコットは「みちゅバチ」で、2000年（平成12年）2月に誕生したマスコットキャラクター集団の「ともだっち」のひとつだった「みちゅ」が原型である。元々はデジタル放送移行をPRするキャラクターだったが、デジタル放送に完全移行した現在も続けて使用されている。
受信確認書（ベリカード）の発行は2024年（令和6年）3月31日をもって終了した。
2025年（令和7年）1月29日、英語と中国語（簡体字）で表示する縦型ニュース動画配信の試験運用を開始した。2025年には過去最大と予測される春節やさっぽろ雪まつりで多くの外国人観光客が訪れることから外国人観光客に関わる事件・事故の情報の発信で急増する観光客と道民とのトラブルの抑制を目指すほか大規模災害時の情報発信を考えた多言語プロジェクトの一環でもある。

当局をはじめとするクロスネット2局含めたFNN / FNS系列28社はACジャパン（旧・公共広告機構）の正会員企業の一つであり、不祥事が発生した場合などに同団体のCMが放映される。

## 会社概要
- 代表取締役社長：鶴井亨（北海道新聞常務）
- 常務取締役：本間欧彦（フジテレビ）
- 取締役：金光修（フジ・メディア・HD取締役相談役）、遠藤龍之介（フジ・メディア・HD、フジテレビ副会長、日本民間放送連盟第16代会長[21][22]）

主な事業所
- 本社・演奏所：北海道札幌市中央区北1条西14丁目1-5（〒060-8527）
- 旭川支社：北海道旭川市4条通10丁目 北海道新聞社旭川支社内（〒070-0034）
- 函館支社：北海道函館市五稜郭町1-14（〒040-0001）
- 釧路支社：北海道釧路市黒金町11丁目5-1 北海道新聞社釧路支社内（〒085-0018）※SNG中継車1台配置。
- 帯広支社：北海道帯広市西4条南9丁目1-4 北海道新聞社帯広支社内（〒080-0014）
- 東京支社：東京都港区西新橋2丁目11-13 CIRCLES新橋６F（〒105-003）
- 大阪支社：大阪市北区梅田1丁目2-2-1300 大阪駅前第2ビル内（〒530-0001）
- FNNモスクワ支局（特派員を派遣している）

## 資本構成
企業・団体の名称、個人の肩書は当時のもの。出典：

### 2021年3月31日
| 資本金 | 発行済株式総数 | 株主数 |
| ------ | -------------- | ------ |
| 5億円  | 1,000,000株    | 17     |

| 株主                             | 株式数    | 比率  |
| -------------------------------- | --------- | ----- |
| 北海道新聞社                     | 481,000株 | 48.1% |
| フジ・メディア・ホールディングス | 210,000株 | 21.0% |
| 日本経済新聞社                   | 070,000株 | 07.0% |

## 沿革

開局時から1983年まで使用された初代ロゴ

- 開局時から1983年まで使用された初代ロゴ1968年（昭和43年）11月1日 - 北海道新聞社が役員会でフジテレビと組んでの道内民放テレビ第4波の獲得方針を決定[28]。
- 1971年（昭和46年）
  - 4月10日 - UHF局テレビ放送の免許を申請[28]。
  - 5月14日 - 予備免許取得[28]。
  - 6月19日 - 創立総会実施[28]。
  - 6月24日 - 会社設立[28]。
  - 7月1日 - 本社社屋着工[28]。
  - 12月28日 - 初代本社社屋落成[28]。
- 1972年（昭和47年）
  - 1月14日 - 札幌オリンピック中継を見据え、計画を3か月前倒して道央エリアにてサービス放送を開始[28]。
  - 4月1日 - 札幌・函館・旭川・室蘭地区でアナログテレビ（コールサイン：JOBM-TV）本放送を開始[28][29]、同時にFNN・FNSに加盟。
  - 10月 - 帯広・釧路・網走地区でアナログテレビ本放送開始[28]。
  - 12月31日 - 「ゆく年くる年」で真駒内駅駅前広場からローカル局初の年越し中継を担当[28]。
- 1976年（昭和51年）7月1日 - FNS理事会に参加[28]、7番目の理事社（基幹局）となる。
- 1978年（昭和53年）7月4日 - FMラジオ放送局の開設を申請するが後に却下された。なお、1982年（昭和57年）開局のエフエム北海道（AIR-G'）、1993年（平成5年）開局のFM NORTH WAVEにはいずれもUHBが関与している。
- 1979年（昭和54年）3月10日 - CMバンク導入[30]。
- 1981年（昭和56年）10月9日 - 開局10周年記念として、富良野市などとともに制作協力したドラマ『北の国から』（制作：フジテレビ）を放送開始[28]。
  - 11月 - 月間ゴールデン・プライムタイム視聴率で道内民放一位[28]。
- 1983年（昭和58年）10月1日 - 電通北海道支社（現・電通北海道）の協力を得てCI制定、小文字で「uhb」の現行のロゴと和文社名ロゴを発表[7]。
  - 一部の送信所・中継局では現在も開局時の大文字ロゴと和文社名ロゴが送信所・中継局施設の外壁に掲げられている。
- 1984年（昭和59年）
  - 6月7日 - 現在の本館が竣工。3月にはニュースセンターを運用開始[31]。
  - 12月1日 - 札幌地区でテレビ音声多重放送を開始[32]。
- 1985年（昭和60年）12月 - 少年洋上セミナー「UHB少年の船」開始[33]。小学5年から中学1年[34]（当初は中学2年まで[33]）を対象として年末年始にグアム・サイパンを訪れる客船チャータークルーズを実施[33]、2004年度の最終回までに米同時多発テロで中止された2001年度を除き延べ19回開催し約1万人の児童生徒が参加[34]。
- 1987年（昭和62年） - 北海道マラソン、ツール・ド・北海道を初開催。
- 1988年（昭和63年） - シニア向け生涯学習講座事業「UHB大学」開始。
- 1989年（平成元年）10月2日 - 開局以来初の自社制作の情報帯番組『TVポテトジャーナル』を放送開始[35]（1994年（平成6年）9月30日終了）。
- 1990年（平成2年） - 北海道マラソンの全国放送を開始（2011年（平成23年）まで）。
- 1991年（平成3年）
  - 10月 - CGセンターを設置し[28]、以後の自社制作番組ではOPタイトル等を主にCGで制作する。
  - 11月 - FNNモスクワ支局に特派員を配置[28]。
- 1992年（平成4年）
  - 4月4日 - 開局20周年特別企画『24時間!もう、どうにも止まらないスペシャル』を12時から翌日6時30分まで、途中ミニ番組とフジテレビ全国ネット番組などを挟みながら放送[36]。
  - 同年内 - 開局20周年記念特別番組として、ドキュメンタリー『大地が響く〜アジア音の旅・18000キロ〜』を制作・放送[28]。
- 1994年（平成6年）10月3日 - 『のりゆきのトークDE北海道』を放送開始（2012年（平成24年）3月30日終了）。
- 1995年（平成7年） - 『ドラマチック競馬』を放送開始。
- 1997年（平成9年）
  - 初代社屋跡地に新館が竣工し、現在の第1スタジオを運用開始。
  - 開局25周年記念特別番組として、ドキュメンタリードラマ『北の交響曲（シンフォニー）』を制作・放送[37]。
- 1998年（平成10年） - 北海道文化放送銀座ビルが竣工、UHB東京支社や日本アニメーション等が入居する。
- 2003年（平成15年）
  - 開局30周年記念特別番組、ドラマ『ノースポイント』シリーズを制作・放送。
  - AIR-G'と共同で、札幌ステラプレイス内にサテライトスタジオ「えき☆スタ」を開設（2009年（平成21年）閉鎖）。
- 2004年（平成16年）3月2日 - 主調整室（マスター）設備を更新（東芝製）。この更新を機に地上デジタル放送対応となる。
- 2005年（平成17年）
  - 東北以北の民放では初となる、大型ハイビジョン中継車を導入。
  - 札幌ドームから北海道日本ハムファイターズの試合『BASEBALL LIVE 2005』をUHB制作で全国中継する。
- 2006年（平成18年）
  - 5月1日 - 札幌地区で地上デジタル放送（ワンセグ含む）の試験放送を開始。
  - 6月1日 - 札幌地区で地上デジタル放送を開始。
  - 8月2日 - 12年10ヶ月振りに月間全日視聴率首位をSTVから奪還し、ゴールデンタイム、プライムタイム視聴率もそれぞれ首位を獲得して月間視聴率3冠となる。
- 2007年（平成19年）10月1日 - 函館・旭川・室蘭・帯広・釧路・網走地区で地上デジタル放送を開始。
- 2011年（平成23年）
  - 4月4日 - 16年半ぶりの夕方ワイド番組となる『U型テレビ』を放送開始（2014年（平成26年）3月28日終了）。
  - 7月24日 - デジタル放送への完全移行により、アナログ放送を終了。
- 2012年（平成24年）
  - 3月31日 - 開局40周年記念番組『キミと、ずっと。UHB 〜UHBが伝えた北海道の40年〜』を放送。
  - 4月1日 - フジ・メディア・ホールディングスの持分法適用会社となる。
  - 7月8日 - 開局40周年記念番組『タカアンドトシの1年レストラン』を全国放送[注 6][38][39]。
- 2013年（平成25年）1月27日 - 開局40周年記念ドラマ『バッケンレコードを超えて』を放送。
- 2014年（平成26年）初の自社制作アニメ番組『フランチェスカ』を放送。
- 2015年（平成27年）3月30日 - 夕方の情報番組『みんなのテレビ』を放送開始。
- 2022年（令和4年）- 開局50周年。
- 2024年（令和6年） 3月31日 - 受信確認証（ベリカード）の発行を終了。
- 2025年（令和7年）
  - 英語、中国語（簡体字）での縦型動画配信ニュースの試験運用開始。
  - 5月 - NHK札幌放送局と北海道内の民放テレビ3局（北海道放送、札幌テレビ、北海道テレビ）との間で災害時における各局のヘリコプター取材映像を共有することで合意した[40][41]。

## ネットワークの変遷
- 1972年（昭和47年）
  - 4月1日 - フジテレビ系列として開局する。札幌テレビ放送（STV）と北海道テレビ放送（HTB）からフジテレビ制作番組が移行され、現在まで変更は無い。STVがFNN非加盟でFNS加盟のフジテレビ系列局であったことから、移行比率はSTV9.5：HTB0.5である。1989年（平成元年）10月にTVhが開局するまでは、テレビ東京の番組も他道内民放局同様、一部番組販売扱いでネットされていた（開局当初は水曜と木曜の22時台がテレビ東京ネット枠）。
  - FNSは札幌テレビ放送から引き継いで加盟、FNNには新規加盟し、北海道でFNNニュースが放送開始される。UHBが開局するまではフジテレビが直接取材し、札幌支局を設けて取材していた。
  - 10月1日 - 全道で[注 7] 放送開始し、ごく一部の例外を除いてSTV・HTBとの一部共有ネットを終了する。

## キャンペーンフレーズ
1982年
おもしろいからスキ! （開局10周年）
1983年
春：胸さわぎの春さき。
秋：燃えるようなマークになった。
1984年
春：春ワンダフル
1985年
春：おもしろさも進化する
秋：現代気分の大全集
1986年
アドベンチャンネル
1987年（開局15周年） - 1989年夏
I'm夢人類
1989年
秋：コロンブスのココロ
1990年
UHBとなら、やっていけそう。
1991年春
いつだって、私がいる。
1991年秋 - 1994年夏
らしく、生きる。
1994年
いいオチつけよう。
1994年秋
チャ!チャ!チャ!
1995年
ラララでいこう。
1996年
じぶんぶんぶん
1997年（開局25周年） - 2000年
おもしろ万年（1998年から、テーマ曲を米良美一が歌う）
2000年 - 2001年
ともだっち（現在もキャラクターとして使用）
2002年（開局30周年）
その気、UHB（キャンペーンキャラクターにZONEを起用）
テーマ曲：「going〜その気〜」（現曲名：「mind」）
2003年
ゆーえっちびーむ（引き続きZONEを起用）
テーマ曲：「BeaM」
2004年 - 2006年
あ、いいかも。
2006年 - 2009年
きっかけは、UHB
2010年
どこでも○○○UHB
○○○の部分を特別番組などに関係する単語に置き換えて使用。
2011年
何かあったらUHB
2012年（開局40周年） - 2022年
キミと、ずっと。UHB
2022年（開局50周年）
北海道に、ユーがいる。

## テレビチャンネル

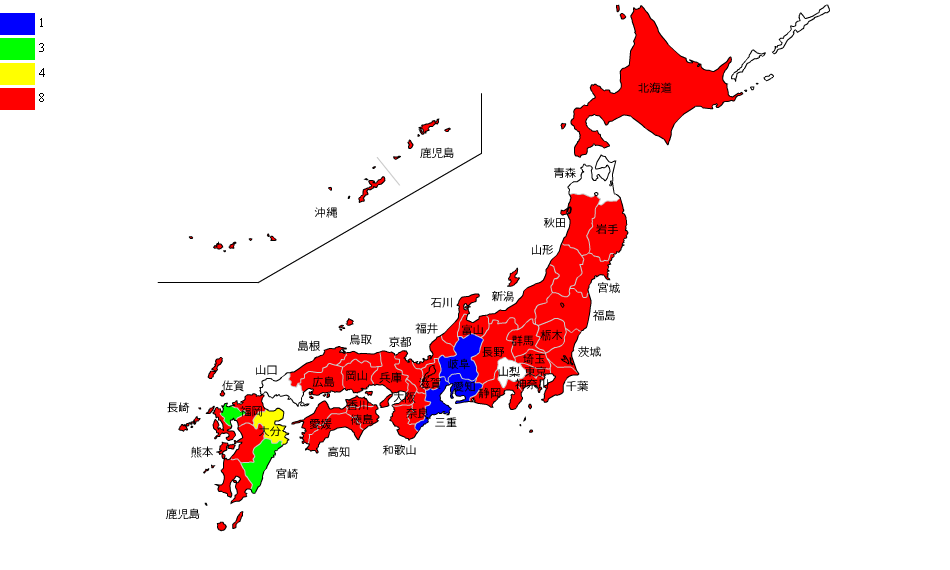
フジテレビ系列のリモコンキーID地図

- 地上デジタル放送は2010年（平成22年）12月24日までにすべての中継局が開局し、開局しなかった地区では共聴施設などの有線放送に代えてカバーする（他の民放各局も同様）。
- 基幹送信所の施設はすべて他の放送事業者と共同使用[注 8] しており、中継局の施設もすべて民放各局（一部はNHKも含む）が共同で使用している。

### 札幌地区（JOBM-DTV）
- 札幌（送信所：手稲山）：25ch 出力3kW（リモコンキーID：「8」）

送信所施設はAIR-G'・NORTH WAVEと共同使用。
中継局
| - 宮の森：22ch 0.3W - 札幌円山：22ch 0.1W - 札幌山元：22ch 0.05W - 定山渓：47ch 0.3W - 藻岩下：22ch 0.3W - 簾舞：48ch 0.3W - 藻南：22ch 0.3W - 西野：22ch 0.3W - 宮の沢：22ch 0.3W（垂直偏波） | - 夕張清水沢：49ch 1W - 真谷地：49ch 0.01W - 夕張新千代田：34ch 0.05W - 歌志内：50ch 10W - 芦別：22ch 3W（垂直偏波） - 西芦別：40ch 0.3W - 赤平：22ch 0.3W - 上砂川：22ch 0.3W - 由仁：43ch 0.05W - 三笠幌内：39ch 0.01W - 美唄我路：39ch 0.01W | - 小樽：22ch 50W - 小樽桂岡：50ch 0.01W - 小樽見晴：50ch 0.01W - 古平：49ch 0.01W - 余市：51ch 1W - 銀山都：22ch 1W - 岩内：25ch 10W - 寿都：49ch 1W - 国富：47ch 0.1W - ニセコ：25ch 5W - 喜茂別：52ch 0.1W - 南喜茂別：26ch 0.3W - 南羊蹄：59ch 1W - 黒松内：25ch 3W - 赤井川：45ch 0.1W |

### 旭川地区
- 旭川（送信所：旭山）：25ch 1 kW[注 9]

2007年9月7日、13:00から試験放送開始。10月1日より本放送開始。
中継局
| - 旭川台場：27ch 1W - 深川：49ch 10W - 幌加内：49ch 0.3W - 富良野：24ch 10W - 富良野麓郷：24ch 1W - 富良野東山：49ch 1W - 空知金山：49ch 1W - 上富良野：49ch 0.3W - 南富良野幾寅：49ch 1W - 占冠：16ch 1W - 上川：24ch 5W - 上士別：25ch 3W - 士別温根別：49ch 0.3W - 和寒：34ch 3W - 和寒西和：42ch 0.01W - 名寄：31ch 200W | - 留萌：34ch 10W - 小平：25ch 1W - 小平本町：26ch 0.01W（垂直偏波） - 小平港：24ch 0.01W - 羽幌：24ch 10W - 苫前：24ch 0.1W - 幌延：25ch 0.1W - 稚内：18ch 20W - 西稚内：18ch 0.3W - 北稚内：18ch 0.1W - 上勇知：26ch 0.01W - 抜海：34ch 0.01W - 知駒：34ch 100W - 枝幸：24ch 5W - 仙法志：49ch 1W - 礼文：49ch 3W - 船泊：43ch 0.3W |

### 函館地区
- 函館（送信所：函館山）：25ch 1 kW

送信所施設はAIR-G'・NORTH WAVEと共同使用。
テレビ送信アンテナには指向性がかけられている。
デジタル放送は2007年8月30日に試験放送開始、2007年10月1日より本放送開始。
函館蛾眉野中継局は2013年1月より、蛾眉野地区テレビ受信組合によるギャップフィラーでの送信を開始したことにより廃止された。
中継局
- 大沼：38ch 3W
- 福島：38ch 1W
- 福島白符：24ch 1W
- 江差：37ch 10W
- 江差新栄：28ch 0.1W
- 江差円山：28ch 0.05W
- 江差鰔川：47ch 0.01W
- 松前：21ch 1W
- 知内小谷石：61ch 0.01W
- 厚沢部：50ch 1W
- 北桧山[注 11]：25ch 10W
- 奥尻大成：47ch 10W

### 室蘭地区
- 室蘭（送信所：測量山）：33ch 1 kW

デジタル送信所はTVhを除く民放各局が共同で新設。
2007年10月1日より放送開始。
中継局
| - 室蘭陣屋：25ch 0.01W（垂直偏波） - 室蘭輪西：30ch 1W - 室蘭母恋：27ch 0.3W - 室蘭知利別：27ch 0.3W - 登別：27ch 1W - 登別東：36ch 0.01W - 幌別：27ch 0.3W - 鷲別：30ch 0.1W - 苫小牧：40ch 10W - 苫小牧宮の森：52ch 0.01W - 洞爺：27ch 1W - 北洞爺：52ch 0.05W - 壮瞥：27ch 0.3W - 壮瞥滝之町：18ch 0.01W | - 豊浦：25ch 1W - 浦河：30ch 50W - 浦河柏：37ch 0.01W - 様似：25ch 1W - 西様似：52ch 0.3W - 静内：33ch 10W - 平取：53ch 1W - 平取振内：30ch 3W - 日高：33ch 0.3W - 日高銀嶺：24ch 0.1W - えりも：52ch 1W - えりも庶野：27ch 0.3W - えりも沢町：25ch 0.01W - 三石本町：49ch 0.3W |

### 帯広地区
- 帯広（送信所：十勝ヶ丘）：25ch 1 kW

送信所施設はHBC・AIR-G'・NORTH WAVEと共同使用。
地上デジタル放送は2007年10月1日より放送開始。
中継局
- 新得：46ch 0.3W
- 足寄：26ch 3W
- 陸別：25ch 3W
- 本別：28ch 1W
- 本別本別沢：35ch 0.01W
- 広尾：26ch 10W
- 広尾丸山：46ch 1W
- 幕別忠類：48ch 1W
- 豊頃茂岩：48ch 1W
- 浦幌厚内：44ch 0.01W

### 北見（網走）地区
- 網走（送信所：天都山）：24ch 1 kW

送信所施設はHBC・AIR-G'と共同使用。
地上デジタル放送は、2007年10月1日に放送開始。
中継局
- 網走新町：45ch 0.01W
- 北見：33ch 50W[注 14]
- 留辺蘂：21ch 1W
- 北見若葉：21ch 0.01W
- 北見仁頃：46ch 1W
- 常呂：43ch 0.01W
- 置戸：48ch 0.3W
- 訓子府：21ch 0.1W
- 津別：48ch 0.3W
- 遠軽：33ch 10W
- 丸瀬布：48ch 3W
- 佐呂間：21ch 1W
- 佐呂間知来：21ch 1W
- 佐呂間若佐：24ch 0.3W
- 紋別：33ch 10W
- 滝上：24ch 5W
- 興部：34ch 0.3W

### 釧路地区
- 釧路（送信所：釧路市春採8丁目）：43ch 1 kW

デジタル送信所はTVhを除く民放各局とNHK釧路放送局が共同で新設。送信鉄塔とUHF送信アンテナは2011年8月26日に開局したTVhを含め各局で共同使用するが、局舎はNHK釧路放送局・TVhを除く民放各局の共同施設と、新規建設されたTVh単独施設に分かれている。
2007年8月28日より試験サービス放送開始。10月1日より放送開始。
中継局
- 阿寒：25ch 1W
- 阿寒湖畔：42ch 0.3W
- 布伏内：24ch 0.01W
- 白糠：50ch 0.1W
- 弟子屈：26ch 1W
- 川湯：44ch 0.3W
- 霧多布：23ch 1W
- 根室：43ch 50W
- 根室花咲：24ch 0.1W
- 中標津[注 15]：37ch 200W
- 中標津西町：43ch 0.019W
- 標茶ルルラン：20ch 0.3W
- 羅臼：43ch 1W
- 羅臼緑町：24ch 0.01W

## 音声多重放送
アナログ放送での音声多重放送は札幌から道内各地への中継回線使用料が高い等の理由で、他の道内民放テレビ各局も含め札幌地区のみ（胆振管内の苫小牧市・勇払郡も含む）で行われていた。
地上デジタル放送による音声多重放送は放送対象地域内全域で行われており、2か国語放送・ステレオ2音声放送・5.1chサラウンド放送を行わない限り、モノラル収録であっても常時ステレオ放送の状態となっている。

## スタジオ・中継車

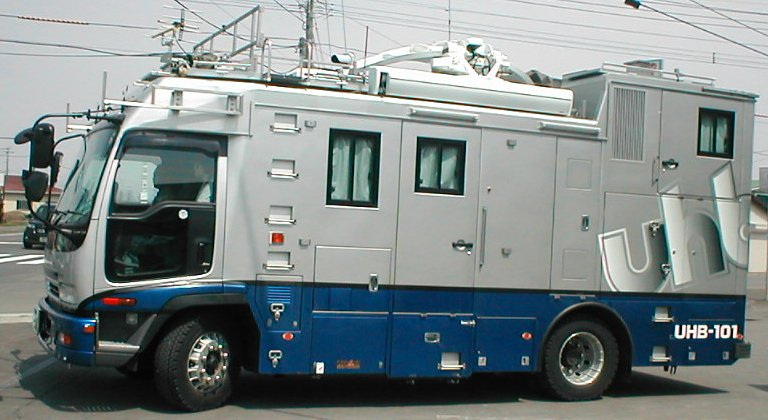
北海道文化放送のマラソン移動中継対応中継車（車種：いすゞ・フォワードマックス）

### 本社スタジオ
- 第1スタジオ（140坪）：新館1Fに位置し、関東以北では最大のテレビスタジオ。『みんテレ』、『いっとこ!』、他、各種特番
- 第2スタジオ（40坪）：本館3Fに位置し、報道フロアと一体化されている。『uhb NEWS』、『のりゆきのトークDEお悩み解決!』など
- 第3スタジオ（10坪）：アナブース、ネットワークニュース素材裏送り等

### 外部スタジオ
北海道警察本部記者クラブ、道内各支社内に報道用顔出しブースがある。

### 大型中継車
2005年（平成17年）1月に道内の民放で初めてハイビジョン大型中継車を導入。初めて導入されたことを記念してか、ナンバープレートの一連指定番号は「1」となっている。同年1月22日の「UHB杯ジャンプ大会」より運用開始。
ベースシャーシーはいすゞ・ギガマックスを採用（後に導入したSTV、HTBも同様）。全長は10mを超え、後輪は2軸式。ハイビジョンカメラを12式搭載。
北海道日本ハムファイターズや北海道コンサドーレ札幌中継、北海道マラソンや競馬中継などで運用される。

## 現在放送中の番組
現在の番組の詳細は、公式サイトの番組情報または週間番組表を参照。
報道・情報
- UHBニュース（協力・北海道新聞）
- みんテレ（平日 16:50 - 19:00）
- UHBニュース&ウェザー（フィラー、日によって「北の風景スケッチ」または「UHBウェザー」を放送。放送休止の場合あり）

情報・バラエティ
- BOSS TALK（水曜 0:25 - 0:45（火曜深夜））
- いっとこ!（土曜 10:25 - 11:30）
- みんテレ増刊号（土曜 11:30 - 11:50）
- みんテレ噂の街グルメ（土曜 18:30 - 19:00）

バラエティ
- 発見!タカトシランド（金曜 19:00 - 20:00、日曜 12:00 - 13:00に再放送）
- WE CAMP!（土曜 0:59 - 1:19（金曜深夜））
- EXILE TRIBE 男旅 ※現在、充電期間として休止中・2022年夏以降、シーズン9を再開予定
- 出張!Yagien Ballpark（土曜 00:59 - 01:14 (金曜深夜) ）

音楽
- tanto musik（タント・ムジーク）（水曜 1:15 - 1:25（火曜深夜））

スポーツ
- F-PARK（木曜 0:25 - 0:40（水曜深夜））
- Dr.折茂のレバンガ・ホスピタル（金曜 0:25 - 0:35（木曜深夜））
- コンサラボ（月曜 0:30 - 0:40（日曜深夜））
- KEIBAプレミア（日曜 15:00 - 16:00）
  - JRA札幌・函館競馬開催期間中のみ自社制作で放送。
  - 上記以外の期間は『みんなのKEIBA』を同時ネット。

- 北海道Meijiカップ（毎年8月に放送）※データ放送（最終日のみ）
  - 北海道で行われる女子プロゴルフトーナメント。2012年から最終日はフジテレビ系全国ネット（テレビ大分を除く）。

- 北海道マラソン（毎年8月に放送）
  - 札幌市で行われるマラソン大会。2011年までフジテレビ系全国ネット（テレビ大分を除く）で生中継していたが、2012年は北海道ローカルで放送。2013年からはBSフジでも放送。

- みんすぽBASEBALL
  - 北海道日本ハムファイターズの試合を中継。
  - 日本シリーズの全国中継はフジテレビ主導制作（技術面・リアルタイム字幕放送・連動データ放送付加・番組送出も全て担当し、北海道文化放送は制作協力扱いとなる）で放送する。

番宣・自己批評
- uhb 番組Hot Line（毎月第1日曜 6:15 - 6:25）
- 8チャン! みちゅバチ（月曜 11:20 - 11:25・隔週金曜 22:52 - 22:56・土曜 0:55 - 0:59（金曜深夜）ほか）

ミニ番組
- FumuFumu（毎月第1・3火曜 11:20 - 11:25）
- みんテレpresents あらっ、やだお得!（水曜 - 金曜 11:20 - 11:25）
- みんなのてんき（月 - 木曜 22:54 - 23:00・金曜 22:56 - 23:00・土曜 12:59 - 13:02・日曜 21:54 - 22:00 ほか）
- &sauna（水曜 21:54 - 22:00）
- SASARU（木曜 21:54 - 22:00）
- 週末シアター（隔週金曜 22:52 - 22:56）
- おはようのおはなし（土曜 5:25 - 5:30）
- ビジネスフラッシュ（隔週火曜 11:20 - 11:25）
- 談談のりさん+（毎月第2日曜 6:15 - 6:30）

FNS系列局制作・時差ネット番組、ローカル枠同時ネット・時差ネット番組
製作局の表記のない番組はフジテレビ制作。
- めざましテレビ全部見せ（月曜 - 金曜 4:55 - 5:25）※同時ネット
- ノンストップ!（月曜 - 金曜 9:50 - 11:20）※同時ネット
- Live News イット! 第1部（月曜 - 金曜 15:45 - 16:50）※同時ネット
- 関ジャニ∞の あとはご自由に（火曜 0:55 - 1:25（月曜深夜））※同時ネット
- 華丸・大吉のなんしようと?（テレビ西日本制作、火曜 1:25 - 2:25（月曜深夜））
- 今夜はナゾトレ（火曜 19:00 - 20:00）※同時ネット
- ちまたのジョーシキちゃん（関西テレビ制作、木曜 1:10 - 2:10（水曜深夜））
- 西村キャンプ場（テレビ新広島制作、土曜 1:19 - 1:49（金曜深夜））
- テレビ寺子屋（テレビ静岡制作、土曜 5:30 - 6:00）
- ドっとコネクト（関西テレビ制作、土曜 12:00 - 13:00）
- おかべろ（関西テレビ制作、土曜 13:02 - 13:30）
- ジャンクSPORTS（土曜 17:00 - 17:30）※同時ネット
- 馬好王国〜UmazuKingdom〜（日曜 1:15 - 1:45（土曜深夜））※同時ネット
- はやく起きた朝は…（日曜 6:30 - 7:00）※同時ネット
- 物語の始まりへ（石川テレビ制作、日曜 8:25 - 8:30）
- 逃走中 グレートミッション（日曜 9:00 - 9:30）※同時ネット
- ONE PIECE（日曜 9:30 - 10:00）※同時ネット
- ザ・ノンフィクション（日曜 14:00 - 14:55）※キー局と同時間帯に放送されているが遅れネット。
- かまいたちの掟（さんいん中央テレビ制作、月曜 0:40 - 1:10（日曜深夜））
- 東京大賞典（毎年12月29日、14:45 - 16:00）※2022年より同時ネット
- 旬感LIVE とれたてっ!（不定期13:50 - 14:45、関西テレビ制作）※同時ネット

プロダクション等制作番組
- キャラ@声部（テレビ愛知制作、水曜 1:50 - 1:55（火曜深夜））
- うたなび!（日音制作、日曜 2:15 - 2:45（土曜深夜））

再放送・単発番組枠
- みんなのドラマ（1部 月曜 - 木曜 13:50 - 14:49、2部 月曜 - 金曜 14:49 - 15:45）
- 月曜スペシャル（フジテレビおよび系列局制作の単発特番などを遅れネットする枠）（火曜 0:25 - 0:55（木曜深夜））※特番の放送時間によって時間が変更される事がある。かつては「フジ深」→「よるバラ!」として放送されていた。
- 水曜スペシャル（木曜 0:40 - 1:20（水曜深夜））
- 土曜スペシャル・土曜スペシャルα（土曜 13:28 - 14:27、14:30 - 15:30）※特番の放送時間によって時間が変更される事がある。
- 土曜スペシャルα （土曜 15:30 - 16:30）
- 日曜セレクション（フジテレビおよび系列局制作の単発特番などを遅れネットする枠）（日曜 13:00 - 14:00）
- 日曜スペシャル（日曜 16:00 - 17:25）

## 終了した番組
| 報道・情報 平日早朝のワイド番組 - お天気ワイドめざまし北海道 - めざまし北海道 おはよう!山田です - 早おき!てれび めざまし北海道 平日午前のワイド番組 - のりゆきのトークDE北海道 - さあ!トークだよ 平日午後の情報ワイド番組 - TVポテトジャーナル - ポテト - どんなもんだい!GoGo北海道 - ゴーゴー!ママ - えき☆スタ発 - えきニジ - ゆうゆう金曜日 - 金曜なう - U型テレビ - U型ライブ - U型ライブEXPRESS 夕方のニュースワイド番組 - 道新ニュースプリズム - テレビ道新6:30 - UHBイブニングニュース - UHBスーパータイム - スーパータイムHOKKAIDO - ザ・ヒューマン北海道 - UHBスーパーニュース - Super NEWS U 平日夕方の天気予報番組 - キリンお天気ジョッキー - ホクレンお天気アイズ - スイートデコレーションお天気情報 - ISHIYAお天気パーク 土曜昼の情報ワイド番組 - えき☆スタLIVE@noon（アットヌーン） - YASUのえき☆スタ@noon - 土曜えき☆スタUP - えき☆スタ1 - えき☆スタ発土曜版 - タカアンドトシのどぉーだ! - タカアンドトシの深夜でどぉーだ! - どぉーだ!Presents タカトシ牧場→タカトシ牧場+（プラス） その他の報道・情報番組 - 道新ニュース - フライデー11（UHB初の情報番組） - 奥様情報フライデー11 - フライデー奥さん - 奥様トーク・あなたはリポーター - 出番ですよ! - N-SOKEN - 特捜!ほっかいどう - にちよう特捜!ほっかいどう - スーパーニュース momo21 - 石井ちゃんとゆく! - NEWSクリップ - トップの発想 The Interview - いいコト聞いた - 北海道ライブ天気 - 石井ちゃんのコレいいんじゃな〜い!? - 創造都市さっぽろ - Doサンデー 〜北の開拓者たち〜 - タカトシ牧場+ ご当地おとどけか! - 北海道からはじ○TV - 札幌クロニクル - 映女と音女と福男 - 映女と音女とユリコ - 土曜プレゼンアワー 教養・ドキュメンタリー - こんにちは赤ちゃん - 月尾嘉男 大日本未来考古学 - 地デジ100% - 北海道プライド 〜世界に見せたい北海道の誇り〜 | バラエティ - サウンドイン・ほっかいどう - ビートたけしのおもしろクイズ合戦 - くず哲也のおもしろザウルス - サウンドクラブ1700 - もっともっとキネマ - 夢人類倶楽部 - 情報マガジン やむちゃ - 我慢大敵 - TVくるーず PUCA2 - Muse2 - 禁断どんす - 虎のバター - 笑ハンティングのアゲ曼陀羅 - ブラボーミクス - 好奇心HOKKAIDO - トミーズのよしもとのもと （タカアンドトシはアマチュア時代にこの番組でTV初出演を果たした） - 102匹の羊 - ともだっち〜ず - 走るメロス - すったびもんだ - 恋愛ゴ・ブ・ン・カ・ツ - 優香のMusic Premium - 爆走★130R - 130R指定 - 激突!ニシン商店街 - 原田大二郎の木曜相談室 - ススム話食探偵 - ぞーんぽた〜じゅ - きんぱら - 蛍ちゃんの北海道移住計画 - ヌルマユ上海兄弟 - 雷鼓動画 - どーせヒマでしょ? - ビーラック! - ダイノジのちゅど〜ん! - よしもと笑いの缶づめ - 里田まいのふわふわmignon - ミニョン・ヌーボー 里田まいのしゃかりき! - スカウトさんがゆく! - みちゅバチのコレ見るッ! - 朗読 - アナガチ - 青ちゃん小鉢 - フルーツアプリ女学園 - なぎさちゃんのミライ!トライ!ティービー（AKB48・坂口渚沙の冠番組） - なぎさのミライ!ドライブ!ティービー（なぎさちゃんのミライ!トライ!ティービーのリニューアル版） - にちよるなま NOWOOO! - 乃木坂46 橋本奈々未の恋する文学 〜冬の旅〜・〜夏の旅〜 - どぉーだ!Presents タカトシ牧場→タカトシ牧場 - NUDEな音楽 - 笑道 - おれがん ドラマ - ノースポイント（開局30周年記念ドラマシリーズ） - つばさ - フレンズ - ポートタウン - ファームサイドソング - 君のもとへかける虹 - バッケンレコードを超えて（開局40周年記念ドラマ） アニメ - くるねこ2ndシーズン ※関西テレビ、東海テレビ、テレビ静岡と共同製作 - フランチェスカ - 札幌乙女ごはん。 - 邪神ちゃんドロップキック ※BSフジと共同製作 - 邪神ちゃんドロップキック' - 邪神ちゃんドロップキックX まめアニメ（北海道編） - 邪神ちゃんドロップキックX - ケムリクサ ※BSフジと共同製作 - SHOW BY ROCK!! ましゅまいれっしゅ!! ※BSフジと共同製作 - SHOW BY ROCK!! STARS!! ※BSフジと共同製作 - 理系が恋に落ちたので証明してみた。 - 理系が恋に落ちたので証明してみた。r=1-sinθ - 恋と呼ぶには気持ち悪い ※BSフジと共同製作 スポーツ - 週刊コンサドーレ - スポーツ北海道 Yo! i don! - スポーツワイド Fの炎〜SPORT HOKKAIDO〜 - ファイコンPLUS - サタすぽ - レバ!レバ!ノール - みんスポSATURDAY - 中央競馬関連（いずれも夏季北海道開催時の自社制作分） - 競馬中継（1972年 - 1994年） - ドラマチック競馬（1995年 - 2014年） - 中央競馬ダイジェスト プロダクション等制作番組 - 輝け!ゴルフガールズ - SNOW BOARDING LIFE（NORTH FEEL制作） - スノースマイル・アット・トマム（NORTH FEEL制作） - こども環境情報番組 エコチルTV（ADVCOM制作） - SNOW SWEET LIFE（NORTH FEEL制作） |

### TVh開局まで放送していたテレビ東京系番組
★は1989年10月、TVh開局時に移行。土日早朝（アニメ）、平日深夜（バラエティ）、土日午前〜日中（バラエティ、特番）に放送枠が割り当てられていた。
開局当時は水曜、木曜の22時台のローカルセールス枠をテレビ東京（東京12チャンネル）ネット枠としており、当時の道内4局の中では最も多くのテレビ東京系番組が放送されていた。『プロレスアワー』はネットはされていないものの、札幌大会の収録時には制作協力で参加していた。
『日曜ビッグスペシャル』のオーディション企画や素人賞レース企画でも北海道地区の募集・統括を担当しており、参加募集のスポットCMもテレビ東京同様に放送されていた。開局当初は日経資本も強かったことから、テレビ東京との関係は非常に深かった。
- ミスター味っ子（土曜早朝のアニメ枠、途中打ち切り）
- 大江戸捜査網（水曜22:00→木曜22:00→1976年10月以降は土曜13時台）※HBCで再放送していた時期もあった
- 金曜スペシャル ※1976年9月まで『水曜スペシャル』、10月から『木曜スペシャル』のタイトルで22:00〜22:54に放送、1982年4月以降は深夜帯に移動
- ゴールドライタン
- 銀河旋風ブライガー（土曜 7:30 - 8:00[46]）
- 銀河烈風バクシンガー（土曜 7:30 - 8:00[47]）
- 銀河疾風サスライガー（土曜 7:30 - 8:00[48]）
- 5夜連続シリーズ スーパーTV（週遅れで月曜 - 金曜の16:00より放送）
- レッツGOアイドル（夏休み期間などにまとめて帯で放送）
- オズの魔法使い
- 未来ロボ ダルタニアス（金曜 17:00 - 17:30[49]）
- 闘士ゴーディアン（1979年10月7日 - 1980年3月30日は日曜 10:55 - 11:25、1980年4月6日 - 9月28日は日曜 8:30 - 9:00、1980年10月5日 - 1981年2月22日は日曜 10:00 - 10:30に放送[50]）
- ザ・スーパーガール（金曜 23:55 - 翌0:50[51]）
- まんが猿飛佐助（土曜 8:00 - 8:30[51]）
- 森の陽気な小人たちベルフィーとリルビット（1980年1月12日 - 3月29日は土曜 8:30 - 9:00、1980年4月5日 - 7月5日は土曜 8:00 - 8:30に放送[52]）
- 宇宙大帝ゴッドシグマ（1980年4月25日 - 9月26日は金曜 17:00 - 17:30、1980年10月5日 - 1981年4月12日は日曜 10:30 - 11:00に放送[53]）
- ミエと良子のおしゃべり泥棒（1981年4月3日 - 9月25日は金曜 0:05 - 0:35（木曜深夜）、1981年10月4日 - 1983年3月27日は日曜 0:35 - 1:05（土曜深夜）、1983年4月10日 - 1984年9月30日は日曜 0:45 - 1:15（土曜深夜）、1984年10月8日 - 1987年3月30日は月曜 0:50 - 1:20（日曜深夜）、1987年4月6日 - 7月20日[注 21]は月曜 0:55 - 1:25（日曜深夜）に放送[54]）
- 宇宙戦士バルディオス（土曜 7:30 - 8:00[55]）
- 百獣王ゴライオン（日曜 10:30 - 11:00[56]）
- 戦国魔神ゴーショーグン（1981年7月18日 - 9月26日は土曜 6:40 - 7:10、1981年10月2日 - 1982年1月15日は金曜 6:40 - 7:10に放送[57]）
- 魔法のプリンセス ミンキーモモ（第1作のみ、日曜 10:00 - 10:30に放送[58]。第2作はSTVで放送[59]）
- 機甲艦隊ダイラガーXV（日曜 10:30 - 11:00[60]）
- 光速電神アルベガス（日曜 10:30 - 11:00[61]）
- 宗谷物語（土曜 7:30 - 8:00[62]）
- ファッション通信（1987年10月5日 - 1988年3月14日は月曜 10:55 - 11:25、1988年4月4日 - 1989年3月13日は月曜 11:00 - 11:30に放送[63]）
- いい旅・夢気分（1987年1月17日より土曜 12:00 - 12:55に放送。同年5月2日で打ち切り[64]）
- ★タミヤRCカーグランプリ（1985年4月27日から1989年9月30日まで。開始当初から1985年9月28日までは土曜 6:55 - 7:15、1985年10月5日 - 12月28日は土曜 6:25 - 6:45、1986年1月4日のみ土曜 6:35 - 6:55、1986年1月11日 - 9月27日は土曜 6:40 - 7:00、1986年10月4日 - 1987年3月28日は土曜 6:25 - 6:45、1987年4月5日 - 1989年9月24日は日曜 8:35 - 8:55、最終回は1989年9月30日（土曜） 6:10 - 6:30に放送[65]）
- ★サロモン スキーNOW（火曜深夜24:20 - ）
- ★テレビあっとランダム（日曜10:00〜 放送当時、笑っていいとも!増刊号は土曜13:00から6日遅れで放送）
- ★日曜ビッグスペシャル（基本的に日曜13:00 - 、日曜10:00 - の時もあり。タイトル差し替えなく、日曜ビッグスペシャルの冠をつけたまま放送、ラテ欄表記も同様。編成の都合、1時間30分編集バージョンで放送される事もあった）
- ★eZ
- ★新春ワイド時代劇（2時間ずつ6週連続などの形式で放送）

ほか多数

### 他系列番組
- お笑いマンガ道場（中京テレビ制作。1980年の東京12チャンネルネット時代まで。途中STVにネット移行）

### 札幌テレビ（STV）からUHBに移動したフジテレビ系の番組
- 小川宏ショー[66]
- ライオン奥様劇場
- ハイ!土曜日です[66]
- 東海テレビ制作昼の帯ドラマ
- 待ッテマシタ!（STVでは火曜と木曜を放送[66]）
- サザエさん（STVでは1971年12月28日で打ち切り[67]）
- 金曜19時台前半江崎グリコ一社提供枠（最終作『GO!GOスカイヤー』のみ。前番組『アイちゃんが行く!』までは江崎グリコ側の事情でSTVに残留[68]）
- スター千一夜（STVでは1965年に4月に打ち切り。HBCでも放送された時期あり[69]）
- 木枯し紋次郎[66]
- 阪急ドラマシリーズ（一部作品のみ放送。未放送作品の一部はHBCにて番組販売扱いで放送）
- 火曜ワイドスペシャル
- 銭形平次[66]
- 夜のヒットスタジオ[66]
- ミュージックフェア[66]
- 水曜ドラマシリーズ
- ラブラブショー[66]
- 関西テレビ制作・火曜夜10時枠の連続ドラマ（STVでは『江戸巷談・花の日本橋』まで放送）[66]
- 白雪劇場
- いなかっぺ大将[66]
- 樫の木モック[66]
- キンカン素人民謡名人戦（1973年1月6日より移行[70]。HBCでも放送された時期あり[71]）
- 中央競馬ダイジェスト
- 唄子・啓助のおもろい夫婦[66]
- 国松さまのお通りだい[66]
- ゲゲゲの鬼太郎（第2作）[66]
- ミラーマン[66]
- クイズの王様（1973年1月6日より移行[70]）

### 北海道テレビ（HTB）からUHBに移動したフジテレビ系の番組
- カルピスまんが劇場（移行時点では遅れ幅の関係上同時期に『アンデルセン物語』がHTBで、『ムーミン』がUHBで放送された）

### UHB開局に伴い北海道でも放送が開始されたフジテレビ系の番組
- FNNニュース
- クイズグランプリ
- ママとあそぼう!ピンポンパン
- ハイヌーンショー
- ゴールデン歌謡速報

ほか多数

### 旧ロゴ時代に放送していたフジテレビ系の番組
★は現ロゴになってからも放送。また、☆の番組は現在も放送中。
- ★FNNニュースレポート11:30（現在の『FNN Live News days』枠）
- ★FNNニュースレポート6:00（現在の『Live News イット!』枠）
- ★FNNニュースレポート23:00（現在の『FNN Live News α』枠）
- 小川宏ショー→★おはよう!ナイスデイ（現在の『めざまし8』枠）
- ★3時のあなた（UHB開局後も中継局未整備地域の視聴者配慮として、1972年12月29日まではSTVと2局並列して放送された[70]）
- ハイ!土曜日です→★DOサタデー（関西テレビ制作、現在の『土曜はナニする!?』枠）
- ★ライオン奥様劇場
- ★東海テレビ制作昼の帯ドラマ
- ★プロ野球ニュース
- ★欽ドン!良い子悪い子普通の子
- ★火曜ワイドスペシャル・ドリフ大爆笑
- ★笑っていいとも!
- ★オレたちひょうきん族
- ★ゴールデン洋画劇場（現在の『土曜プレミアム』枠）
- ★☆ミュージックフェア（一時放送を中断した時期あり）
- ★夜のヒットスタジオ
- ★阪急ドラマシリーズ（関西テレビ制作）…『おだいじに』『事件ですよ!』他一部の作品のみ、平日午前10時台に遅れネットで放送（詳細は不詳。またUHB未放送の一部作品はHBCで放送されたものがある）
- ★パンチDEデート（関西テレビ制作）
- 相性診断!あなたと私はピッタンコ（1976年10月から同時ネット※）→激突!お笑いルーレット→★三枝の愛ラブ!爆笑クリニック（関西テレビ制作、現在の『所JAPAN』枠）[注 22]
- ★☆サザエさん
- ★世界名作劇場
- ★銭形平次（大川橋蔵版）
- ママとあそぼう!ピンポンパン
- ★ひらけ!ポンキッキ
- 花の新婚!カンピューター作戦（関西テレビ制作）

### 深夜アニメ・UHFアニメ
- 藍より青し〜縁〜（2003年11月 - 2004年1月）[注 23]
- ノイタミナ
『のだめカンタービレ』→『モノノ怪』→『もやしもん』→『墓場鬼太郎』は火曜深夜、『図書館戦争』以降は日曜深夜に放送。約1か月遅れだったが、『源氏物語千年紀 Genji』以降は3ヵ月遅れになり、2012年春期の『つり球』は遅れ幅が17日と大幅に縮まったが、同年夏期の『坂道のアポロン』以降は4か月遅れと再び遅れ幅が広まった。「空中ブランコ」以降の作品はBSフジでも視聴可能となっていたが、2013年春期の『刀語』（再放送）以降は再びBSフジでの視聴が不可能になっている（2013年夏期・2014年冬期の『銀の匙 Silver Spoon』、2014年春期の『ピンポン THE ANIMATION』は例外的にキー局と同時期に放送された）。
放送履歴についてはノイタミナ#放送局を参照。

- 蟲師
- ギルガメッシュ
- ラーゼフォン
- WOLF'S RAIN
- スーパーヅガン（約3か月遅れ）[注 24]
- 信長協奏曲
- アオハライド（BS11・毎日放送製作委員会参加）
- 暗殺教室シリーズ
- 鬼滅の刃[注 25]

## 区域外再放送
道内のケーブルテレビ局のほか、道外でも以下のケーブルテレビ局で再放送されている。
なお、地上デジタル放送では民放連の方針では区域外再放送は原則禁止となっていたが、下記のケーブルテレビ局でも地上デジタル放送の区域外再放送が行われることになった。
青森県
青森ケーブルテレビ（ACT）
アナログ放送ではテレビ北海道とともに札幌送信所と専用回線を結んで再放送していたが、2011年（平成23年）7月24日再放送開始のデジタル放送では函館送信所を県内の大間町で直接受信し専用回線を結んで再送信している。
風間浦村営共聴システム
NHK函館放送局および在道民放各局を、各局の同意を得て再放送している。

## アナウンサー
編成局アナウンス部に所属、現在のアナウンス部長は加藤寛。

### 男性
- 1988年 吉田雅英（9月入社、群馬テレビから移籍、スポーツ部員と兼務）
- 1990年 宇野章午（4月入社）
- 2005年 廣岡俊光（4月入社）
- 2008年 八木隆太郎（4月入社）
- 2011年 中村剛大（4月入社）
- 2020年 江上太悟郎（4月入社）[72]
- 2024年 狐野彩人（4月入社）

### 女性
- 2015年 柴田平美（4月入社）
- 2017年 田辺桃菜（4月入社）、千須和侑里子（4月入社）
- 2023年 糸口真子、柴田祐里菜（4月入社、元プロ野球投手・柴田佳主也の長女）
- 2025年 板橋末悠（4月入社）

### 過去に所属していたアナウンサー
●は故人。

#### 男性
- 1972年 
  - 白馬康治●（北海道放送から移籍。営業本部営業部長在籍中、1986年6月2日死去[73]）
  - 長谷川邦彦●（報道制作部アナウンス部長在籍中、1989年6月8日死去[35]）
- 1975年
  - 伊藤治明（1993年制作部へ異動。1999年映像局に異動。現フリー）
- 1978年
  - 山田英寿（1990年代中盤から制作部所属のキャスターとして活動していたが、2009年4月からアナウンス部へ復帰。現フリー）
- 1981年
  - 松沢秀明（現在は、函館支局長）
- 1988年
  - 穀山敏（テレビ岩手から移籍、その後番組プロデューサー、スポーツ部長、報道制作局アナウンス部長を歴任。2014年から2022年6月までuhbの関連会社である「トップ・クリエーション」代表取締役社長→相談役を務めた[74]）
- 1990年
  - 土屋恵史（ - 2009年3月。現：事業開発部）
- 1991年
  - 近田誉（ - 2009年、ラジオたんぱから移籍。スポーツ部へ異動後もマラソン・駅伝中継などで登場することがあった。現在はスポーツ部プロデューサー）
- 1995年
  - 加藤寛
- 1998年
  - 篠原巨樹（4月入社 - 2007年、同年北海道新聞社へ出向後、2011年7月にUHBへ復帰し「U型テレビ→U型ライブ」のリポーターとして出演し、2015年4月からは8年ぶりにアナウンス部に復帰）
- 2014年
  - 福本義久（4月入社 - 2024年3月退社。現：中京テレビ放送アナウンサー）
- 2018年
  - 川上椋輔（4月入社。現在は弟子屈町議会議員）
- 田代茂巳

#### 女性
- 1972年
  - 棟方量子（北海道放送から移籍）
- 1979年
  - 大崎誠子（退社後テレビ北海道に移籍。その後北海道議会議員を務めた）
- 1993年
  - 高田英子（4月入社 - 2001年12月31日退社）
- 1994年
  - 丸岡いずみ（4月入社 - 1999年9月退社、その後フリーアナウンサーとしてセント・フォースに所属。その後日本テレビ報道局へ中途入社し報道記者や『news every.』キャスターを担当した後、再びホリプロ所属のフリーアナウンサー・タレントに）
- 1995年
  - 伊藤美菜子（美幌町出身、他部署異動を経て、現在はフリーアナウンサー。「シークレット歌劇團0931」主宰としても活動）
  - 成田敦子（元NHK函館放送局リポーター。結婚後も仕事を続けていたが妊娠のため2004年に退社）
- 1996年
  - 千葉朱里（退社後仙台市に移住。2006年12月まで「松尾あかり」の名前で仙台放送『ヨジテレビ!』のリポーターを担当していた）
- 1998年
  - 竹中美彩（結婚に伴い2006年11月30日をもって退社[注 26]。その後2007年よりフリーアナウンサーとしてオフィスキイワードに所属。読売テレビ『情報ライブ ミヤネ屋』リポーターを担当していた）
- 2001年
  - 遠藤麗奈（山梨放送から移籍、4月入社 - 2008年3月退社。現在はフリーアナウンサー）
- 2002年
  - 水野悠希（岩手朝日テレビから移籍、8月入社 - 2014年9月退社。現在はフリーアナウンサー）
- 2005年
  - 鈴木亜希子（4月入社 - 2010年3月31日退社）
- 2006年
  - 藤島昌子（4月入社 - 2007年3月退社）
- 2007年
  - 中村優子（4月入社 - 2009年6月退社）
- 2008年
  - 榊菜美（4月入社 - 2014年3月退社。現在はフリーアナウンサー）
- 2009年
  - 山田麗奈（4月入社 - 2010年1月退社）
- 2010年
  - 栗山麗美（4月入社 - 2014年3月退社。現在はフリーアナウンサー）
  - 丹野麻衣子（福島放送から移籍、4月入社 - 2014年12月退社。現在はフリーアナウンサー）
  - 中野涼子（千葉テレビ放送から移籍、元四国放送アナウンサー。4月入社 - 2019年3月退社）
- 2012年
  - 染井明希子（4月入社 - 2015年3月退社。現在は裁判官）
  - 小菅晴香（4月入社 - 2016年3月退社。現在はフリーアナウンサー。2013年11月から2014年12月までは報道記者も兼任していた）
- 2015年
  - 石井しおり（4月入社 - 2018年3月退社。現在はフリーアナウンサー）
  - 続木美香（NHK釧路放送局から移籍。4月入社 - 2018年10月31日退社）
- 2019年
  - 石野智子（4月入社 - 2024年2月退社）
- 2020年
  - 石井祐里枝（4月入社 - 2022年12月退社。現在はセント・フォース所属のフリーアナウンサー（2023年1月から2024年3月までは名古屋テレビ放送契約）[72]）
- 石田園恵
- 唐沢真由美
- 北浜真理子（退社後はソプラノ歌手として活動）
- 佐藤玲子
- 千葉真鈴
- 長谷川園子（テレビ新潟より移籍。現在はフリーアナウンサー）
- 山口英里子（報道記者兼任・キャスター、現在は「沢英里子」の名前でフリーアナウンサー）
- 山本亜津子
- 米山みつ（『めざましテレビ』北海道中継担当初代リポーター）

## 主な受賞歴
- 『業務改善を目的とした報道用WEBアプリケーションの自社開発』で2024年日本民間放送連盟賞技術部門優秀賞を受賞[75][76]。同部門では、2年連続の受賞。
- 『少人数で安価な視聴率データと番組内容の可視化・DXツールの自社開発』で2023年日本民間放送連盟賞技術部門優秀賞を受賞した[77][78]。同部門では31年ぶりの受賞。
- 『バッケンレコードを超えて』で第17回FNSドキュメンタリー大賞を受賞[79][80]。第4回日本放送文化大賞北海道・東北地区候補作品にも選ばれる[81]。
- 『石炭奇想曲 夕張、東京、そしてベトナム』で2007年日本民間放送連盟テレビ報道番組最優秀賞[82]、第16回FNSドキュメンタリー大賞特別賞を受賞[83]

## 放送事故
- 2005年（平成17年）10月21日深夜3時30分頃から放送中の『Fの炎』が番組送出用のHDDサーバのトラブルにより約20分間中断して「しばらくお待ちください」という画面が流れたが、番組送出とは別のサーバから送出しているCMのみ正常に放送された。
- 2013年（平成25年）6月2日午後12時40分頃に放送中のCM映像が突然静止。その後も『VS嵐（再放送）』の後半から『ペケ×ポン（再放送）』の冒頭までの約15分程が中断し、その間はお天気カメラの映像が流れた。このトラブルによって各家庭のテレビ受像機の一部には「UHBだけが映らなくなった」「テレビ側の時計がズレた」等の影響が出た。尚、その後の調査で映像や音声を社外の送信所に送る機器に不具合が見つかった。VS嵐の再放送は6月9日に改めて行われた。